# Вартанян, Аксель Татевосович
А́ксель Татево́сович Вартаня́н (род. 8 января 1938, Тбилиси) — советский и российский футбольный журналист. Выпускник историко-филологического факультета Тбилисского педагогического института. С 1962 преподавал в школе.
Известен как журналист еженедельника «Футбол», газеты «Спорт-Экспресс», исследователь архивов. Автор книги «Эдуард Стрельцов — насильник или жертва?».
Наиболее популярен цикл статей Вартаняна под названиями «Секретный архив» и «Летопись», которые он начал разрабатывать в 1994 году, работая в еженедельнике «Футбол», затем продолжил свои публикации в «Спорт-Экспрессе». В своих материалах автор рассказывает о знаменательных событиях советского футбола, происходивших с начала 1930-х годов.

## Награды
- Благодарность Министра культуры и массовых коммуникаций Российской Федерации (14 августа 2006 года) — за добросовестный труд, многолетнюю деятельность, активное участие в развитии отечественной спортивной журналистики и в связи с 15-летием выхода первого номера российской ежедневной спортивной газеты «СПОРТ-экспресс»[1].

## Статистика Акселя Вартаняна
В списках ниже приведены материалы, представленные на портале «Спорт-Экспресса» (статьи из газеты).
Материалы, опубликованные в самостоятельном футбольном издании «Спорт-Экспресс-Футбол», издававшемся в 1999 — январь 2001 гг., отсутствуют на портале Спорт-Экспресса и в списках ниже не приведены. Их можно найти на Рутрекере.
Материалы из «Спорт-Экспресс-Футбол» («Футбол от СЭ»), газетного ч/б приложения, выходившего вместе с газетой (в основном по пятницам) с 16 марта 2001 года по 29 февраля 2008 года, также могут частично отсутствовать по причине нерегулярной публикации на портале «Спорт-Экспресса» (особенно в более позднее время).

### Воспоминания
- 10.05.2016 Полный стадион и тишина. Люди понимали, что могут больше не встретиться (интервью с Вартаняна о его воспоминаниях о Великой Отечественной войне и ярких историй из жизни)
- 17.06.2016 Спасибо тебе, «СЭ»! (о карьере Вартаняна в СЭ)
- 08.01.2023 Месхи повернулся ко мне: «Метревели такие кебабы делает — собаки не кушают! Но ты не говори. Ешь молча…» (Воспоминания Вартаняна на 85-летие в рамках рубрики СЭ «Разговор по пятницам»)
- Ниже, в начале Летописи (статья «Ключ к будущему»), представлено также интервью с Вартаняном, где много сказано о его карьере статистика футбола.